# Yoshio Tachibana
Yoshio Tachibana (en japonais : 立花 芳夫 Tachibana Yoshio, né le 24 février 1890 et mort le 24 septembre 1946) est lieutenant général dans l'armée impériale japonaise. 
Ayant commandé les troupes japonaises dans l'île Chichi (archipel d'Ogasawara), il fut considéré comme responsable de l'« incident de Chichi-jima », crime de guerre impliquant la torture, les exécutions extrajudiciaires et le cannibalisme à l'égard de prisonniers de guerre alliés. Pour ces crimes, il fut condamné à mort et exécuté par pendaison.

## Biographie
Né dans la préfecture d'Ehime, Yoshio Tachibana sortit de l'Académie de l'armée impériale japonaise en 1913, et connut un début de carrière relativement médiocre. De 1924-1925, il fut affecté à l'armée impériale du Mandchoukouo comme officier de liaison. En 1942, il fut affecté à l'état-major de la défense régionale d'Hiroshima, et promu au grade de général de brigade en mars 1943. En mai 1944, il fut mis à la tête de la 1re Brigade indépendante combinée de l'AIJ. Il fut par la suite promu  général de division le 23 mars 1945, et on lui donna le commandement de la 109e Division de l'AIJ, chargée de défendre les îles Bonin contre l'invasion par les forces américaines qui préparaient l'opération Downfall.
À la mi-1945, le blocus naval des Alliés ayant privé de ravitaillement les troupes japonaises sur Chichijima et, les soldats étant affamés, le haut-commandement de Yoshio Tachibana eut recours au cannibalisme. En août 1944 et en février/mars 1945 dans ce qui devait être connu par la suite de son état-major comme un commandant sadique et alcoolique, donna l'ordre de tuer tous les prisonniers de guerre américains (des aviateurs abattus).
Deux prisonniers furent décapités dans une cérémonie publique et d'après le récit du Time, leurs foies furent immédiatement coupés et servis comme sukiyakis. Il n'a pas été contesté que huit prisonniers de guerre furent exécutés, et certains des corps furent dépecés par des infirmiers et mangés par le haut état-major de la garnison japonaise.
À la fin de la guerre, Yoshio Tachibana et son état-major furent arrêtés par les autorités d'occupation américaines et déportés à Guam, où ils furent jugés pour crimes de guerre liés à l'incident d'Ogasawara en août 1946. Cependant, comme le cannibalisme n'était pas à l'époque prévu par le droit international, Yoshio Tachibana fut inculpé d'avoir « empêché un enterrement honorable », outre l'exécution de prisonniers, et avec quatre autres accusés, il fut condamné à mort par pendaison.